# Умм-ед-Дамі
Умм-ед-Дамі (араб. جبل أم الدامي) — найвища гора Йорданії. За даними SRTM, має висоту 1854 м над рівнем моря. Розташована на самому півдні країни, в провінції Акаба, поруч з кордоном із Саудівською Аравією. Умм-ед-Дамі разом із навколишньою місцевістю ввійшла до складу Йорданії лише 1965 року внаслідок йордансько-саудівського обміну територіями. 